# Martin Bogatinov
Martin Bogatinov (in macedone Мартин Богатинов?; Kratovo, 26 aprile 1986) è un calciatore macedone, portiere dell'Ethnikos Achnas.

## Palmarès

### Club
- Coppa di Macedonia: 2

Vardar: 2006-2007
Teteks: 2009-2010
- Campionato macedone di seconda divisione: 1

Teteks: 2009-2010
- Campionato rumeno: 1

Steaua Bucarest: 2013-2014

### Individuale
- Calciatore macedone dell'anno: 1

2010